# Амалія Баварська
Амалія Марія Баварська (нім. Amalie Maria in Bayern, 24 грудня 1865 — 26 травня 1912) — баварська принцеса з династії Віттельсбахів, донька герцога Баварського Карла Теодора та саксонської принцеси Софії, дружина герцога Ураського Вільгельма.

## Життєпис
Амалія народилась 24 грудня 1865 року в Мюнхені єдиною дитиною в родині герцога Баварського Карла Теодора та його першої дружини Софії Саксонської. Як і її тітка Єлизавета, була «різдвяною дитиною». Після її народження мати мала проблеми із дихальними шляхами. Тимчасово наступало покращання, але 9 березня 1867 року вона померла від грипу. Амалії на той час було лише півтора року. Батько дуже засмутився і вирішив зайнятися медициною. Виховання доньки він поклав на свою матір Людовіку.
У 1872 році він здобув ступінь доктора медицини, а навесні 1874 року одружився вдруге із 17-річною португальською інфантою Марією Жозе. Амалія швидко потоваришувала із юною мачухою. За наступні 13 років у неї з'явились три зведені сестри та два брати. Родина жила у замку Теґернзеє. Принцеса також тісно приятелювала із своєю кузиною Марією Валерією. Батько у 1877 році почав лікарняну практику, а в 1880 році — відкрив офтальмологічну клініку у себе в палаці.
4 червня 1892 року в Тегернзеє 26-річна Амалія одружилась з герцогом Ураським Вільгельмом, старшим від неї на два роки. У шлюбі народила дев'ятеро дітей.
Померла Амалія Баварська за три тижні після народження молодшої дитини, 26 травня 1912 року, у Штутгарті у 46-річному віці.

## Родина

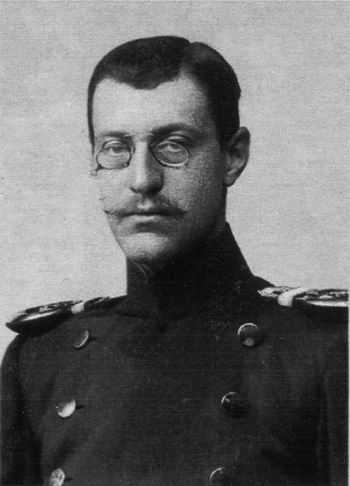
Вільгельм Ураський

Чоловік — Вільгельм, герцог Ураський
Діти:
- Марія Габріела (1893—1908) — померла в 15-річному віці;
- Єлизавета (1894—1962) — дружина принца Ліхтенштейну Карла, мала двох синів та двох доньок;
- Карола (1896—1980)
- Вільгельм (1897—1957) — морганатично одружений із Єлизаветою Торер, мав двох доньок;
- Карл Геро (1899—1981) — наступний герцог Ураський, одружений із графинею Габріелою Вальдбурзькою, дітей не мав;
- Маргарита (1901—1975) — неодружена;
- Альбрехт (1903—1969) — граф Вюртемберзький, журналіст, лінгвіст та дипломат; був двічі морганатично одружений, мав трьох дітей;
- Ебергард (1907—1969) — принц Урахський, був одружений з принцесою Турн унд Таксіс Інігою, мав п'ятеро дітей;
- Мехтильда (1912—2001) — була дружиною принца Гогенлое-Вальденбург-Шилінгсфюрст Карлом Фрідріхом, мала п'ятеро дітей.